# MercedesCup 2011
MercedesCup 2011 — тенісний турнір, що проходив на ґрунтових кортах у місті Штутгарт, Німеччина з 11 липня. Належав до категорії ATP World Tour 250.

## Фінальна частина

### Одиночний розряд
Хуан Карлос Ферреро —  Пабло Андухар 6–4, 6–0

### Парний розряд
Юрген Мельцер /  Філіпп Пецшнер —  Марсель Гранольєрс /  Марк Лопес Таррес 6–3, 6–4